# Долгоево
 Долгоево  — деревня в Глазовском районе Удмуртии в составе  сельского поселения Куреговское.

## География
Находится на расстоянии примерно 16 км на восток-северо-восток по прямой от центра района города Глазов. 

## История
Известна с 1891 года как починок Долганевский или Долгоевский; Пызепско-Поломский, в 1905 здесь дворов 14 и жителей 128, в 1924  16 и 146 (все удмурты). С начала 1960-х до конца 1980-х годов недалеко от деревни располагалась ракетная база противоракетной обороны (ПРО), расформированная по взаимному соглашению с американцами. В настоящее время в деревне расположено городское садово-огородное товарищество «Долгоево».

## Население
Постоянное население  составляло 0 человек в 2002 году, 4 в 2012.